# Eleições para regente no Brasil em 1831
As eleições para regente no Brasil em 1831, ocorreram pra decidir a regência trina do Brasil. A primeira eleição, elegeu uma regência trina provisória; durante a abdicação de D Pedro I, a maioria dos deputados estava de férias, e por isso, os poucos (26 senadores e 36 deputados) elegeram uma regência provisória, em 7 de abril de 1831. No dia 17 de junho do mesmo ano, foram eleita a regência permanente.

## Eleição pra regência trina provisória
Segundo a Constituíção, enquanto uma regência permanente não fosse eleita, ministros governariam o país:
"Governará o Império uma Regência provisional, composta dos Ministros do Império e da Justiça, e dois Conselheiros de Estado mais antigos em exercício, presidida pela Imperatriz viúva e, na sua falta, pelo mais antigo Conselheiro de Estado."
Entretanto, os liberais alegaram que após a renúncia, não havia mais gabinete, e por isso, disseram que a assembleia geral devia eleger a regência. 62 parlamentares votaram.

### Primeira vaga
| Candidato                           | Partido | Votos no Primeiro Turno | Votos no Segundo Turno |
| ----------------------------------- | ------- | ----------------------- | ---------------------- |
| José Joaquim Carneiro de Campos     |         | 22                      | 40                     |
| Nicolau Pereira de Campos Vergueiro |         | 14                      |                        |
| Outros/abstenções                   |         | 26                      | -                      |

### Segunda vaga
| Candidato                               | Partido | Primeiro Turno | Segundo Turno |
| --------------------------------------- | ------- | -------------- | ------------- |
| Nicolau Pereira de Campos Vergueiro     |         | 19             | 30            |
| Manoel Caetano de Almeida e Albuquerque |         | 7              | 29            |
| Outros/abstenções                       |         | 36             | -             |

### Terceira vaga
| Candidato                               | Partido | Votos no Primeiro Turno | Votos no Segundo Turno |
| --------------------------------------- | ------- | ----------------------- | ---------------------- |
| Francisco de Lima e Silva               |         | 16                      | 35                     |
| Manoel Caetano de Almeida e Albuquerque |         | 17                      | -                      |
| Outros/abstenções                       |         | 29                      | -                      |

## Eleição pra regência trina permanente
Participaram 123 parlamentares. 88 deputados, e 35 senadores. Os 3 mais votados, foram eleitos.
| Candidato                                          | Partido | Votos |
| -------------------------------------------------- | ------- | ----- |
| Francisco de Lima e Silva                          |         | 81    |
| José da Costa Carvalho                             |         | 75    |
| João Bráulio Muniz                                 |         | 49    |
| Pedro de Araújo Lima                               |         | 38    |
| Francisco Carneiro de Campos                       |         | 30    |
| Antonio Carlos Ribeiro de Andrada Machado e Silva. |         | 27    |
| José Joaquim Carneiro de Campos                    |         | 17    |
| Manoel Caetano de Almeida e Albuquerque            |         | 7     |
| Nicolau Pereira de Campos Vergueiro                |         | 6     |
| Martim Francisco Ribeiro de Andrada                |         | 6     |
| Outros/abstenções                                  |         |       |

## Eleição regencial de 1835 e 1837
O Ato Adicional de 1834 reformou a Constituição de 1824 para a regência trina passar a ser una e assim no dia 7 de abril de 1835 Diogo Antônio Feijó venceu  a eleição com 2826 votos superando o senador Holanda Cavalcanti que obteve 2251 votos. Feijó renuncia em setembro de 1837 e em eleição seguinte o senador Pedro de Araújo Lima é eleito com 4380 votos e e Holanda Cavalcanti perde novamente ao receber 1981 votos.